# Ola Karlsson (språkvårdare)
Ola Karlsson, född 1964, är en svensk språkvårdare, nyordsredaktör och språkkonsult.
Ola Karlsson är anställd vid Språkrådet vid Institutet för språk och folkminnen och är bland annat huvudredaktör för Svenska skrivregler, Myndigheternas skrivregler, samt arbetar med framtagandet av Språkrådets nyordslista.
År 2022 mottog Karlsson Blomska stipendiet av Svenska Akademien.